# Fotbal Club Municipal Târgovişte
Ne doit pas être confondu avec Asociația Fotbal Club Chindia Târgoviște.
Maillots
Dernière mise à jour : 5 février 2012.
Le FCM Târgoviște est un club roumain de football basé à Târgoviște. Fondé en 1950 le club a été dissous en 2015, puis refondé en 2016, il s'engage en quatrième division roumaine. En 2018, le propriétaire du club abandonne l'équipe masculine pour promouvoir uniquement le football féminin.

## Historique
- 1950 : fondation du club sous le nom Energia Târgoviște.
- 1957 : renommage en metalul Târgoviște.
- 1959 : le club monte en deuxième division roumaine.
- 1961 : le club monte en première division. Le club ne séjourne qu'une saison dans l'élite, il connaitra en 1967 la troisième division, il reviendra en deuxième division en 1969 jusqu'en 1977.
- 1972 : le club se renomme CS Târgoviște.
- 1977 à 1984 : le club joue en première division, luttant souvent contre la relégation, en 1979, le club se classe 7e du championnat de 1er division, ce qui constitue le meilleur classement de son histoire. Après sa relégation en 1984, le club descendra en 1992 en troisième division.
- 1994 : le club se renomme Oțelul Târgoviște et remonte en deuxième division, la saison suivante il est de nouveau promu en première division. Mais en 1996, après un nouveau changement de nom en CF Chindia Târgoviște, le club fait le chemin inverse, pour en 2000 se retrouver en troisième division.
- 2003 : le club est promu en deuxième division et change son nom en FC Municipal Târgoviște
- 2004 : arrivée de l'homme d'affaires, Ghiorghi Zotic, qui sauve le club de la faillite, le club devait être relégué en fin de saison 2004-2005, mais sera sauvé par le retrait d'un autre club.
- 2007 : le club est relégué en troisième division.
- 2010 : à la suite d'une dispute entre Ghiorghi Zotic et la mairie qui avait fondé en 2008 un nouveau club dans la ville, le CSM Târgoviște 2008, le club perd le stade de Stadionul Eugen Popescu, et est obligé de jouer ses matchs à domicile à Șotânga, située à 9km de Targoviste. En 2010, le rival local se renomme Chindia Târgoviște et monte en deuxième division, une grande partie de l'effectif du FCM s'engage alors avec le Chindia.

## Palmarès
- Championnat de Roumanie de D2
  - Champion : 1961, 1977, 1981, 1996
  - Vice-champion : 1963, 1964, 1970

- Championnat de Roumanie de D3
  - Champion : 1969, 1995
  - Vice-champion : 1956, 1958, 1977, 2003, 2010